# NHL Entry Draft 2018
Der NHL Entry Draft 2018 fand am 22. und 23. Juni 2018 statt. Austragungsort dieser 56. Auflage des NHL Entry Draft war das American Airlines Center in Dallas im US-Bundesstaat Texas. In sieben Runden wählten die NHL-Teams 217 Spieler aus.
Die Buffalo Sabres wählten den schwedischen Verteidiger Rasmus Dahlin an erster Position, der damit erst zum zweiten als First Overall Draft Pick gewählten Schweden nach Mats Sundin (1989) wurde. Auf den Rängen zwei und drei folgten der russische Flügelstürmer Andrei Swetschnikow für die Carolina Hurricanes sowie der finnische Center Jesperi Kotkaniemi für die Canadiens de Montréal. Demzufolge war erstmals seit 1999 kein Kanadier unter den ersten drei gewählten Spielern, während erstmals in der Historie des NHL Entry Drafts fünf verschiedene Nationen unter den ersten fünf Positionen vertreten waren. Darüber hinaus wurde mit Liam Kirk (Position 189; Arizona Coyotes) der erste in England geborene und ausgebildete Spieler ausgewählt.

## Verfügbare Spieler
Alle Spieler, die zwischen dem 1. Januar 1998 und dem 15. September 2000 geboren wurden, sind für den Draft verfügbar. Zusätzlich sind alle ungedrafteten, nicht-nordamerikanischen Spieler über 20 für den Draft zugelassen. Ebenso sind diejenigen Spieler verfügbar, die beim NHL Entry Draft 2016 gewählt wurden und bis zum Zeitpunkt des Entry Draft 2018 keinen Einstiegsvertrag bei ihrem ursprünglichen Draftverein unterschrieben haben.

## Draft-Reihenfolge
Legende: Erstes Wahlrecht  Zweites Wahlrecht  Drittes Wahlrecht
| Nr. | Team                  | Chance |
| 1.  | Buffalo Sabres        | 18,5 % |
| 2.  | Ottawa Senators       | 13,5 % |
| 3.  | Arizona Coyotes       | 11,5 % |
| 4.  | Canadiens de Montréal | 9,5 %  |
| 5.  | Detroit Red Wings     | 8,5 %  |
| 6.  | Vancouver Canucks     | 7,5 %  |
| 7.  | Chicago Blackhawks    | 6,5 %  |
| 8.  | New York Rangers      | 6,0 %  |

| Nr. | Team                | Chance |
| 9.  | Edmonton Oilers     | 5,0 %  |
| 10. | New York Islanders  | 3,5 %  |
| 11. | Carolina Hurricanes | 3,0 %  |
| 12. | Calgary Flames      | 2,5 %  |
| 13. | Dallas Stars        | 2,0 %  |
| 14. | St. Louis Blues     | 1,5 %  |
| 15. | Florida Panthers    | 1,0 %  |

Die Draft-Reihenfolge der Teams, die in der Saison 2017/18 nicht die Playoffs erreichten, wurde durch die Draft-Lotterie bestimmt. Dabei wurde, wie in den letzten beiden Jahren, nicht nur das erste Wahlrecht verlost, sondern auch das zweite und dritte. Die Gewinnchancen für das erste Wahlrecht sind der Tabelle zu entnehmen, für das zweite und dritte Wahlrecht wurden die Prozentzahlen dann entsprechend angepasst, je nachdem, wer das vorherige Wahlrecht gewonnen hatte. Gegenüber dem Vorjahr stiegen alle Prozentzahlen leicht, da die Vegas Golden Knights im Draft 2017 die gleiche Chance erhielten wie das drittschlechteste Team. Dieser relativ große Prozentsatz wurde nun wieder unter allen anderen Mannschaften aufgeteilt. Dennoch betrug die Wahrscheinlichkeit für das punktschlechteste Team der Saison, keines der ersten drei Wahlrechte in der Lotterie zu gewinnen, mehr als 50 %; für das drittschlechteste Team bereits über 66 %.
Die Draft-Lotterie fand am 28. April 2018 statt, wobei die Buffalo Sabres als punktschlechteste Mannschaft der vergangenen Saison auch das erste Wahlrecht zugelost bekamen. Das zweite Wahlrecht ging an die Carolina Hurricanes, die somit neun Plätze aufstiegen. Die dritte Lotterie gewannen die Canadiens de Montréal und verbesserten sich um einen Rang.
Die Draft-Reihenfolge der 16 Playoff-Teilnehmer stand nach dem Stanley-Cup-Finale fest. Der Stanley-Cup-Sieger (Washington) wurde auf Position 31, der Finalgegner (Vegas) auf Position 30 gesetzt. Auf den Positionen 28 und 29 wurden die in den Conference-Finals ausgeschiedenen Teams einsortiert. Die restlichen Playoff-Mannschaften wurden anhand ihres Tabellenstandes in der regulären Saison gesetzt. Dabei galt, dass die Mannschaft mit den wenigsten Tabellenpunkten auf Position 16 steht. Die Draft-Reihenfolge galt für alle Runden des Entry Draft, die Lotterie veränderte demnach nur die Reihenfolge der ersten Wahlrunde. Zudem konnten die Mannschaften über Transfers Wahlrechte anderer Teams erwerben sowie eigene an andere Mannschaften abgeben.

### Transfer von Erstrunden-Wahlrechten
| Datum            | Von                                                | Zu                                            | Anmerkung |
| ---------------- | -------------------------------------------------- | --------------------------------------------- | --- |
| 23. Juni 2017    | St. Louis Blues                                    | Philadelphia Flyers                           | Die St. Louis Blues erhielten Brayden Schenn und schickten im Gegenzug Jori Lehterä, ein Erstrunden-Wahlrecht im NHL Entry Draft 2017 sowie ein konditionales Erstrunden-Wahlrecht für diesen Draft nach Philadelphia. Hätte sich das Wahlrecht unter den ersten zehn Positionen befunden, hätte sich das Erstrunden-Wahlrecht zum NHL Entry Draft 2019 verschoben und Philadelphia ein zusätzliches Drittrunden-Wahlrecht für den NHL Entry Draft 2020 erhalten. Von der 14. Position gewann St. Louis die Lotterie allerdings nicht, sodass die Bedingung nicht erfüllt wurde. |
| 24. Juni 2017    | Calgary Flames                                     | New York Islanders                            | Die Calgary Flames erhielten Travis Hamonic sowie ein konditionales Viertrunden-Wahlrecht im NHL Entry Draft 2019 oder 2020 und sandten im Gegenzug das Erstrunden-Wahlrecht, ein weiteres Zweitrunden-Wahlrecht für 2018 sowie ein konditionales Zweitrunden-Wahlrecht für 2019 oder 2020 nach New York. |
| 23. Februar 2018 | Pittsburgh Penguins                                | Ottawa Senators                               | Die Pittsburgh Penguins erhielten Derick Brassard, Vincent Dunn sowie ein Drittrunden-Wahlrecht für den Draft 2018 und transferierten Ian Cole, Filip Gustavsson, das Erstrunden-Wahlrecht sowie ein Drittrunden-Wahlrecht für den NHL Entry Draft 2019 nach Ottawa. Die ebenfalls in den Transfer involvierten Vegas Golden Knights gaben zudem Tobias Lindberg an die Penguins ab und übernahmen 40 Prozent von Brassards Gehalt. Im Gegenzug erhielten sie Ryan Reaves und ein Viertrunden-Wahlrecht im Draft 2018.                                                           |
| 23. Februar 2018 | Boston Bruins                                      | New York Rangers                              | Die Boston Bruins erhielten Rick Nash und schickten im Gegenzug Ryan Spooner, Matt Beleskey, Ryan Lindgren, das Erstrunden-Wahlrecht sowie ein Siebtrunden-Wahlrecht für den NHL Entry Draft 2019 nach New York. |
| 26. Februar 2018 | Nashville Predators                                | Chicago Blackhawks                            | Die Nashville Predators erhielten Ryan Hartman sowie ein Fünftrunden-Wahlrecht für den Draft 2018 und schickten im Gegenzug Victor Ejdsell, das Erstrunden-Wahlrecht sowie ein Viertrunden-Wahlrecht für den Draft 2018 nach Chicago. |
| 26. Februar 2018 | Tampa Bay Lightning                                | New York Rangers                              | Die Tampa Bay Lightning erhielten Ryan McDonagh sowie J. T. Miller und sandten im Gegenzug Wladislaw Namestnikow, Libor Hájek, Brett Howden, das Erstrunden-Wahlrecht sowie ein konditionales Zweitrunden-Wahlrecht für den NHL Entry Draft 2019 nach New York. Aus Letzterem soll eines für die erste Draftrunde werden, sofern die Lightning in den nächsten zwei Jahren den Stanley Cup gewinnen. |
| 26. Februar 2018 | Vegas Golden Knights                               | Detroit Red Wings                             | Die Vegas Golden Knights erhielten Tomáš Tatar und schickten im Gegenzug das Erstrunden-Wahlrecht, ein Zweitrunden-Wahlrecht im NHL Entry Draft 2019 sowie ein Drittrunden-Wahlrecht im NHL Entry Draft 2021 nach Detroit. |
| 26. Februar 2018 | Winnipeg Jets                                      | St. Louis Blues                               | Die Winnipeg Jets erhielten Paul Stastny und schickten im Gegenzug Erik Foley, das Erstrunden-Wahlrecht sowie ein konditionales Viertrunden-Wahlrecht im NHL Entry Draft 2020 nach St. Louis. Darüber hinaus übernahmen die Blues weiterhin 50 % von Stastnys Gehalt. |
| 22. Juni 2018    | Ottawa Senators (Tausch) (von Pittsburgh Penguins) | New York Rangers (Tausch) (von Boston Bruins) | Die Ottawa Senators gaben ihr Erstrunden-Wahlrecht für die 22. Position an die New York Rangers ab und erhielten dafür deren Erstrunden-Wahlrecht für die 26. Position sowie ein Zweitrunden-Wahlrecht (48. Position). |
| 22. Juni 2018    | Toronto Maple Leafs (Tausch)                       | St. Louis Blues (Tausch) (von Winnipeg Jets)  | Die Toronto Maple Leafs gaben ihr Erstrunden-Wahlrecht für die 25. Position an die St. Louis Blues ab und erhielten dafür deren Erstrunden-Wahlrecht für die 29. Position sowie ein Drittrunden-Wahlrecht (76. Position). |

## Rankings
Die Final Rankings des Central Scouting Service (CSS) vom 16. April 2018 und die Rankings der International Scouting Services (ISS) vom 30. Mai 2018 mit den vielversprechendsten Talenten für den NHL Entry Draft 2018:
| Rang | Feldspieler Nordamerika | Pos. | Feldspieler Europa | Pos. |
| ---- | ----------------------- | ---- | ------------------ | ---- |
| 1    | Andrei Swetschnikow     | RW   | Rasmus Dahlin      | D    |
| 2    | Brady Tkachuk           | LW   | Adam Boqvist       | D    |
| 3    | Filip Zadina            | RW   | Witali Krawzow     | RW   |
| 4    | Evan Bouchard           | D    | Martin Kaut        | RW   |
| 5    | Noah Dobson             | D    | Adam Ginning       | D    |
| 6    | Quinn Hughes            | D    | Jesperi Kotkaniemi | C    |
| 7    | Oliver Wahlstrom        | RW   | Grigori Denissenko | LW   |
| 8    | Joe Veleno              | C    | Isac Lundeström    | C    |
| 9    | Barrett Hayton          | C    | Jacob Olofsson     | C    |
| 10   | Serron Noel             | RW   | Filip Johansson    | D    |

| Rang | Torhüter Nordamerika | Torhüter Europa |
| ---- | -------------------- | --------------- |
| 1    | Olivier Rodrigue     | Lukáš Dostál    |
| 2    | Kevin Mandolese      | Jakub Škarek    |
| 3    | Alexis Gravel        | Amir Miftachow  |

| Rang | Spieler             | Pos. |
| ---- | ------------------- | ---- |
| 1    | Rasmus Dahlin       | D    |
| 2    | Andrei Swetschnikow | RW   |
| 3    | Filip Zadina        | RW   |
| 4    | Brady Tkachuk       | LW   |
| 5    | Oliver Wahlstrom    | RW   |
| 6    | Evan Bouchard       | D    |
| 7    | Quinn Hughes        | D    |
| 8    | Noah Dobson         | D    |
| 9    | Adam Boqvist        | D    |
| 10   | Joe Veleno          | C    |

## Draftergebnis
| Inhaltsverzeichnis Runde 1 \| Runde 2 \| Runde 3 \| Runde 4 \| Runde 5 \| Runde 6 \| Runde 7 |

### Runde 1
| #   | Spieler              | Nationalität       | Pos   | NHL-Team                                                       | College-/ Junioren-/ Profi-Team                     |
| --- | -------------------- | ------------------ | ----- | -------------------------------------------------------------- | --------------------------------------------------- |
| 1.  | Rasmus Dahlin        | Schweden           | D     | Buffalo Sabres                                                 | Frölunda HC (SHL)                                   |
| 2.  | Andrei Swetschnikow  | Russland           | RW    | Carolina Hurricanes                                            | Barrie Colts (OHL)                                  |
| 3.  | Jesperi Kotkaniemi   | Finnland           | C     | Canadiens de Montréal                                          | Porin Ässät (Liiga)                                 |
| 4.  | Brady Tkachuk        | Vereinigte Staaten | LW    | Ottawa Senators                                                | Boston University (NCAA)                            |
| 5.  | Barrett Hayton       | Kanada             | C     | Arizona Coyotes                                                | Sault Ste. Marie Greyhounds (OHL)                   |
| 6.  | Filip Zadina         | Tschechien         | RW    | Detroit Red Wings                                              | Halifax Mooseheads (LHJMQ)                          |
| 7.  | Quinn Hughes         | Vereinigte Staaten | D     | Vancouver Canucks                                              | University of Michigan (NCAA)                       |
| 8.  | Adam Boqvist         | Schweden           | D     | Chicago Blackhawks                                             | Brynäs IF (SHL)                                     |
| 9.  | Witali Krawzow       | Russland           | RW    | New York Rangers                                               | HK Traktor Tscheljabinsk (KHL)                      |
| 10. | Evan Bouchard        | Kanada             | D     | Edmonton Oilers                                                | London Knights (OHL)                                |
| 11. | Oliver Wahlstrom     | Vereinigte Staaten | RW    | New York Islanders                                             | USA Hockey National Team Development Program (USHL) |
| 12. | Noah Dobson          | Kanada             | D     | New York Islanders (von Calgary Flames)                        | Acadie-Bathurst Titan (LHJMQ)                       |
| 13. | Ty Dellandrea        | Kanada             | C     | Dallas Stars                                                   | Flint Firebirds (OHL)                               |
| 14. | Joel Farabee         | Vereinigte Staaten | LW    | Philadelphia Flyers (von St. Louis Blues)                      | USA Hockey National Team Development Program (USHL) |
| 15. | Grigori Denissenko   | Russland           | LW    | Florida Panthers                                               | Loko Jaroslawl (MHL)                                |
| 16. | Martin Kaut          | Tschechien         | RW    | Colorado Avalanche                                             | HC Pardubice (Extraliga)                            |
| 17. | Ty Smith             | Kanada             | D     | New Jersey Devils                                              | Spokane Chiefs (WHL)                                |
| 18. | Liam Foudy           | Kanada             | C     | Columbus Blue Jackets                                          | London Knights (OHL)                                |
| 19. | Jay O’Brien          | Vereinigte Staaten | C     | Philadelphia Flyers                                            | Thayer Academy (US High School)                     |
| 20. | Rasmus Kupari        | Finnland           | C     | Los Angeles Kings                                              | Oulun Kärpät (Liiga)                                |
| 21. | Ryan Merkley         | Kanada             | D     | San Jose Sharks                                                | Guelph Storm (OHL)                                  |
| 22. | K’Andre Miller       | Vereinigte Staaten | D     | New York Rangers (von Pittsburgh Penguins via Ottawa Senators) | USA Hockey National Team Development Program (USHL) |
| 23. | Isac Lundeström      | Schweden           | C     | Anaheim Ducks                                                  | Luleå HF (SHL)                                      |
| 24. | Filip Johansson      | Schweden           | D     | Minnesota Wild                                                 | Leksands IF (Allsvenskan)                           |
| 25. | Dominik Bokk         | Deutschland        | LW/RW | St. Louis Blues (von Toronto Maple Leafs)                      | Växjö Lakers (SHL)                                  |
| 26. | Jacob Bernard-Docker | Kanada             | D     | Ottawa Senators (von Boston Bruins via New York Rangers)       | Okotoks Oilers (AJHL)                               |
| 27. | Nicolas Beaudin      | Kanada             | D     | Chicago Blackhawks (von Nashville Predators)                   | Drummondville Voltigeurs (LHJMQ)                    |
| 28. | Nils Lundkvist       | Schweden           | D     | New York Rangers (von Tampa Bay Lightning)                     | Luleå HF (SHL)                                      |
| 29. | Rasmus Sandin        | Schweden           | D     | Toronto Maple Leafs (von Winnipeg Jets via St. Louis Blues)    | Sault Ste. Marie Greyhounds (OHL)                   |
| 30. | Joe Veleno           | Kanada             | C     | Detroit Red Wings (von Vegas Golden Knights)                   | Drummondville Voltigeurs (LHJMQ)                    |
| 31. | Alexander Alexejew   | Russland           | D     | Washington Capitals                                            | Red Deer Rebels (WHL)                               |

### Runde 2
| #   | Spieler               | Nationalität                 | Pos   | NHL-Team                                                             | College-/ Junioren-/ Profi-Team                     |
| --- | --------------------- | ---------------------------- | ----- | -------------------------------------------------------------------- | --------------------------------------------------- |
| 32. | Mattias Samuelsson    | Vereinigte Staaten           | D     | Buffalo Sabres                                                       | USA Hockey National Team Development Program (USHL) |
| 33. | Jonatan Berggren      | Schweden                     | RW    | Detroit Red Wings (von Ottawa Senators via New York Rangers)         | Skellefteå AIK J20 (J20 SuperElit)                  |
| 34. | Serron Noel           | Kanada                       | RW    | Florida Panthers (von Arizona Coyotes)                               | Oshawa Generals (OHL)                               |
| 35. | Jesse Ylönen          | Vereinigte Staaten/ Finnland | RW    | Canadiens de Montréal                                                | Espoo United (Mestis)                               |
| 36. | Jared McIsaac         | Kanada                       | D     | Detroit Red Wings                                                    | Halifax Mooseheads (LHJMQ)                          |
| 37. | Jett Woo              | Kanada                       | D     | Vancouver Canucks                                                    | Moose Jaw Warriors (WHL)                            |
| 38. | Alexander Romanow     | Russland                     | D     | Canadiens de Montréal (von Chicago Blackhawks)                       | Krasnaja Armija Moskau (MHL)                        |
| 39. | Olof Lindbom          | Schweden                     | G     | New York Rangers                                                     | Djurgårdens IF J20 (J20 SuperElit)                  |
| 40. | Ryan McLeod           | Kanada                       | C     | Edmonton Oilers                                                      | Mississauga Steelheads (OHL)                        |
| 41. | Bode Wilde            | Vereinigte Staaten           | D     | New York Islanders                                                   | USA Hockey National Team Development Program (USHL) |
| 42. | Jack Drury            | Vereinigte Staaten           | C     | Carolina Hurricanes                                                  | Waterloo Black Hawks (USHL)                         |
| 43. | Ruslan Ischakow       | Russland                     | C     | New York Islanders (von Calgary Flames)                              | Krasnaja Armija Moskau (MHL)                        |
| 44. | Albin Eriksson        | Schweden                     | RW    | Dallas Stars                                                         | Skellefteå AIK J20 (J20 SuperElit)                  |
| 45. | Scott Perunovich      | Vereinigte Staaten           | D     | St. Louis Blues                                                      | University of Minnesota Duluth (NCAA)               |
| 46. | Martin Fehérváry      | Slowakei                     | D     | Washington Capitals (von Florida Panthers via New Jersey Devils)     | IK Oskarshamn (Allsvenskan)                         |
| 47. | Kody Clark            | Kanada                       | RW    | Washington Capitals (von Colorado Avalanche)                         | Ottawa 67’s (OHL)                                   |
| 48. | Jonathan Tychonick    | Kanada                       | D     | Ottawa Senators (von New Jersey Devils via New York Rangers)         | Penticton Vees (BCHL)                               |
| 49. | Kirill Martschenko    | Russland                     | LW/RW | Columbus Blue Jackets                                                | Mamonty Jugry (MHL)                                 |
| 50. | Adam Ginning          | Schweden                     | D     | Philadelphia Flyers                                                  | Linköpings HC (SHL)                                 |
| 51. | Akil Thomas           | Kanada                       | C     | Los Angeles Kings                                                    | Niagara IceDogs (OHL)                               |
| 52. | Sean Durzi            | Kanada                       | D     | Toronto Maple Leafs (von San Jose Sharks)                            | Owen Sound Attack (OHL)                             |
| 53. | Calen Addison         | Kanada                       | D     | Pittsburgh Penguins                                                  | Lethbridge Hurricanes (WHL)                         |
| 54. | Benoît-Olivier Groulx | Kanada                       | C     | Anaheim Ducks                                                        | Halifax Mooseheads (LHJMQ)                          |
| 55. | Kevin Bahl            | Kanada                       | D     | Arizona Coyotes (von Minnesota Wild)                                 | Ottawa 67’s (OHL)                                   |
| 56. | Jacob Olofsson        | Schweden                     | C     | Canadiens de Montréal (von Toronto Maple Leafs)                      | Timrå IK (Allsvenskan)                              |
| 57. | Axel Andersson        | Schweden                     | D     | Boston Bruins                                                        | Djurgårdens IF J20 (J20 SuperElit)                  |
| 58. | Filip Hållander       | Schweden                     | C     | Pittsburgh Penguins (von Nashville Predators via Colorado Avalanche) | Timrå IK (Allsvenskan)                              |
| 59. | Gabriel Fortier       | Kanada                       | LW    | Tampa Bay Lightning                                                  | Baie-Comeau Drakkar (LHJMQ)                         |
| 60. | David Gustafsson      | Schweden                     | C     | Winnipeg Jets                                                        | HV71 (SHL)                                          |
| 61. | Iwan Morosow          | Russland                     | C     | Vegas Golden Knights                                                 | Mamonty Jugry (MHL)                                 |
| 62. | Olivier Rodrigue      | Kanada                       | G     | Edmonton Oilers (von Washington Capitals via Canadiens de Montréal)  | Drummondville Voltigeurs (LHJMQ)                    |

### Runde 3
| #   | Spieler                 | Nationalität       | Pos | NHL-Team | College-/ Junioren-/ Profi-Team                     |
| --- | ----------------------- | ------------------ | --- | --- | --------------------------------------------------- |
| 63. | Jack McBain             | Kanada             | C   | Minnesota Wild (von Buffalo Sabres)                                                                                          | Toronto Jr. Canadiens (OJHL)                        |
| 64. | Justus Annunen          | Finnland           | G   | Colorado Avalanche (von Ottawa Senators via Pittsburgh Penguins)                                                             | Oulun Kärpät U20 (Nuorten SM-liiga)                 |
| 65. | Jan Jeník               | Tschechien         | C   | Arizona Coyotes | HC Benátky nad Jizerou (1. Liga)                    |
| 66. | Cameron Hillis          | Kanada             | C   | Canadiens de Montréal | Guelph Storm (OHL)                                  |
| 67. | Alec Regula             | Vereinigte Staaten | D   | Detroit Red Wings | London Knights (OHL)                                |
| 68. | Tyler Madden            | Vereinigte Staaten | C   | Vancouver Canucks | Tri-City Storm (USHL)                               |
| 69. | Jake Wise               | Vereinigte Staaten | C   | Chicago Blackhawks | USA Hockey National Team Development Program (USHL) |
| 70. | Jacob Ragnarsson        | Schweden           | D   | New York Rangers | Almtuna IS (Allsvenskan)                            |
| 71. | Jordan Harris           | Vereinigte Staaten | D   | Canadiens de Montréal (von Edmonton Oilers)                                                                                  | Kimball Union Academy (US High School)              |
| 72. | Jakub Škarek            | Tschechien         | G   | New York Islanders | HC Dukla Jihlava (Extraliga)                        |
| 73. | Ty Emberson             | Vereinigte Staaten | D   | Arizona Coyotes (von Carolina Hurricanes)                                                                                    | USA Hockey National Team Development Program (USHL) |
| 74. | Niklas Nordgren         | Finnland           | RW  | Chicago Blackhawks (von Calgary Flames via Arizona Coyotes)                                                                  | Helsingfors IFK U20 (Nuorten SM-liiga)              |
| 75. | Oskar Bäck              | Schweden           | C   | Dallas Stars | Färjestad BK J20 (J20 SuperElit)                    |
| 76. | Semen Der-Argutschinzew | Russland           | C   | Toronto Maple Leafs (von St. Louis Blues)                                                                                    | Peterborough Petes (OHL)                            |
| 77. | Jakub Lauko             | Tschechien         | C   | Boston Bruins (von Florida Panthers)                                                                                         | Piráti Chomutov (Extraliga)                         |
| 78. | Sampo Ranta             | Finnland           | LW  | Colorado Avalanche | Sioux City Musketeers (USHL)                        |
| 79. | Blake McLaughlin        | Vereinigte Staaten | LW  | Anaheim Ducks (von New Jersey Devils)                                                                                        | Chicago Steel (USHL)                                |
| 80. | Marcus Karlberg         | Schweden           | LW  | Columbus Blue Jackets | Leksands IF J20 (J20 SuperElit)                     |
| 81. | Seth Barton             | Kanada             | D   | Detroit Red Wings (von Philadelphia Flyers)                                                                                  | Trail Smoke Eaters (BCHL)                           |
| 82. | Bulat Schafigullin      | Russland           | LW  | Los Angeles Kings | Reaktor Nischnekamsk (MHL)                          |
| 83. | Riley Stotts            | Kanada             | C   | Toronto Maple Leafs (von San Jose Sharks)                                                                                    | Calgary Hitmen (WHL)                                |
| 84. | Jesper Eliasson         | Schweden           | G   | Detroit Red Wings (von Pittsburgh Penguins)                                                                                  | IF Troja-Ljungby J20 (J20 Elit)                     |
| 85. | Lukáš Dostál            | Tschechien         | G   | Anaheim Ducks | SK Horácká Slavia Třebíč (1. Liga)                  |
| 86. | Alexander Chowanow      | Russland           | C   | Minnesota Wild | Moncton Wildcats (LHJMQ)                            |
| 87. | Linus Karlsson          | Schweden           | C   | San Jose Sharks (von Toronto Maple Leafs via New Jersey Devils, Washington Capitals, Chicago Blackhawks und Arizona Coyotes) | Karlskrona HK J20 (J20 SuperElit)                   |
| 88. | Joey Keane              | Vereinigte Staaten | D   | New York Rangers (von Boston Bruins)                                                                                         | Barrie Colts (OHL)                                  |
| 89. | Logan Hutsko            | Vereinigte Staaten | RW  | Florida Panthers (von Nashville Predators)                                                                                   | USA Hockey National Team Development Program (USHL) |
| 90. | Dmitri Semykin          | Russland           | D   | Tampa Bay Lightning | Kapitan Stupino (MHL)                               |
| 91. | Nathan Smith            | Vereinigte Staaten | C   | Winnipeg Jets | Cedar Rapids RoughRiders (USHL)                     |
| 92. | Connor Dewar            | Kanada             | C   | Minnesota Wild (von Vegas Golden Knights)                                                                                    | Everett Silvertips (WHL)                            |
| 93. | Riley Sutter            | Kanada             | RW  | Washington Capitals | Everett Silvertips (WHL)                            |

### Runde 4
Ab Runde 4 sind nur Spieler, über die ein Artikel existiert, aufgeführt.
| #    | Spieler          | Nationalität       | Pos | NHL-Team                                                        | College-/ Junioren-/ Profi-Team |
| ---- | ---------------- | ------------------ | --- | --------------------------------------------------------------- | ------------------------------- |
| 102. | Jasper Weatherby | Vereinigte Staaten | C   | San Jose Sharks (von Edmonton Oilers via Canadiens de Montréal) | Wenatchee Wild (BCHL)           |
| 107. | Joel Hofer       | Kanada             | G   | St. Louis Blues                                                 | Swift Current Broncos (WHL)     |
| 120. | Philipp Kurashev | Schweiz            | C   | Chicago Blackhawks (von Nashville Predators)                    | Québec Remparts (LHJMQ)         |
| 122. | Miloš Roman      | Slowakei           | C   | Calgary Flames                                                  | Vancouver Giants (WHL)          |

### Runde 5
| #    | Spieler               | Nationalität | Pos | NHL-Team                                                   | College-/ Junioren-/ Profi-Team |
| ---- | --------------------- | ------------ | --- | ---------------------------------------------------------- | ------------------------------- |
| 136. | Akira Schmid          | Schweiz      | G   | New Jersey Devils (von Calgary Flames via Arizona Coyotes) | SCL Tigers U20 (Elite A-Jun.)   |
| 141. | Jahor Scharanhowitsch | Belarus      | C   | New Jersey Devils                                          | Dinamo Minsk (KHL)              |
| 151. | Uladsislau Jaromenka  | Belarus      | D   | Nashville Predators                                        | Calgary Hitmen (WHL)            |

### Runde 6
| #    | Spieler           | Nationalität       | Pos | NHL-Team              | College-/ Junioren-/ Profi-Team            |
| ---- | ----------------- | ------------------ | --- | --------------------- | ------------------------------------------ |
| 170. | Justin Schütz     | Deutschland        | LW  | Florida Panthers      | RB Hockey Akademie (Tschech. U18-Liga)     |
| 173. | Veini Vehviläinen | Finnland           | G   | Columbus Blue Jackets | Oulun Kärpät (Liiga)                       |
| 182. | John Leonard      | Vereinigte Staaten | LW  | San Jose Sharks       | University of Massachusetts Amherst (NCAA) |

### Runde 7
| #    | Spieler   | Nationalität           | Pos | NHL-Team        | College-/ Junioren-/ Profi-Team |
| ---- | --------- | ---------------------- | --- | --------------- | ------------------------------- |
| 189. | Liam Kirk | Vereinigtes Königreich | LW  | Arizona Coyotes | Sheffield Steelers (EIHL)       |